# Julie Monroe
Pour les articles homonymes, voir Monroe.
Julie Monroe est une des monteuses américaines les plus connues (avec les monteurs de cinéma que sont Joe Hutshing, Pietro Scalia et David Brenner) pour avoir été l'un des directeurs du groupe hot shot d'Oliver Stone.
À son actif on trouve : JFK (rédacteur en chef adjoint), De-Lovely, Amours troubles, Raccroche !, La Maison sur l'océan et The Patriot.

## Filmographie

### Comme monteuse
- 1991 : JFK d'Oliver Stone (associate editor)
- 1993 : Proposition indécente (Indecent Proposal) d'Adrian Lyne (additional film editor)
- 1997 : Lolita d'Adrian Lyne
- 1999 : Premier Regard (At First Sight) d'Irwin Winkler
- 2000 : The Patriot de Roland Emmerich
- 2000 : Raccroche ! (Hanging Up) de Diane Keaton
- 2000 : La Maison sur l'océan (Life as a house) d'Irwin Winkler
- 2003 : Amours troubles (Gigli) de Martin Brest
- 2004 : De-Lovely d'Irwin Winkler
- 2005 : The Big White de Mark Mylod
- 2006 : World Trade Center d'Oliver Stone
- 2008 : W. : L'Improbable Président (W.) d'Oliver Stone
- 2015 : Danny Collins de Dan Fogelman
- 2018 : Burden d'Andrew Heckler
- 2018 : Seule la vie... (Life Itself) de Dan Fogelman
- 2023 : Manodrome de John Trengove

### Comme assistant monteur
- 1986 : Salvador
- 1986 : Platoon
- 1987 : Wall Street
- 1988 : A Time of Destiny
- 1989 : How I Got Into College
- 1989 : Né un 4 juillet (Born on the Fourth of July)
- 1991 : The Doors
- 1994 : La Rivière sauvage (The River Wild)

## Récompenses et nomination
- 2005 - De-Lovely - nommé par American Cinema Editors (ACE)